# トレジャラー (職責)

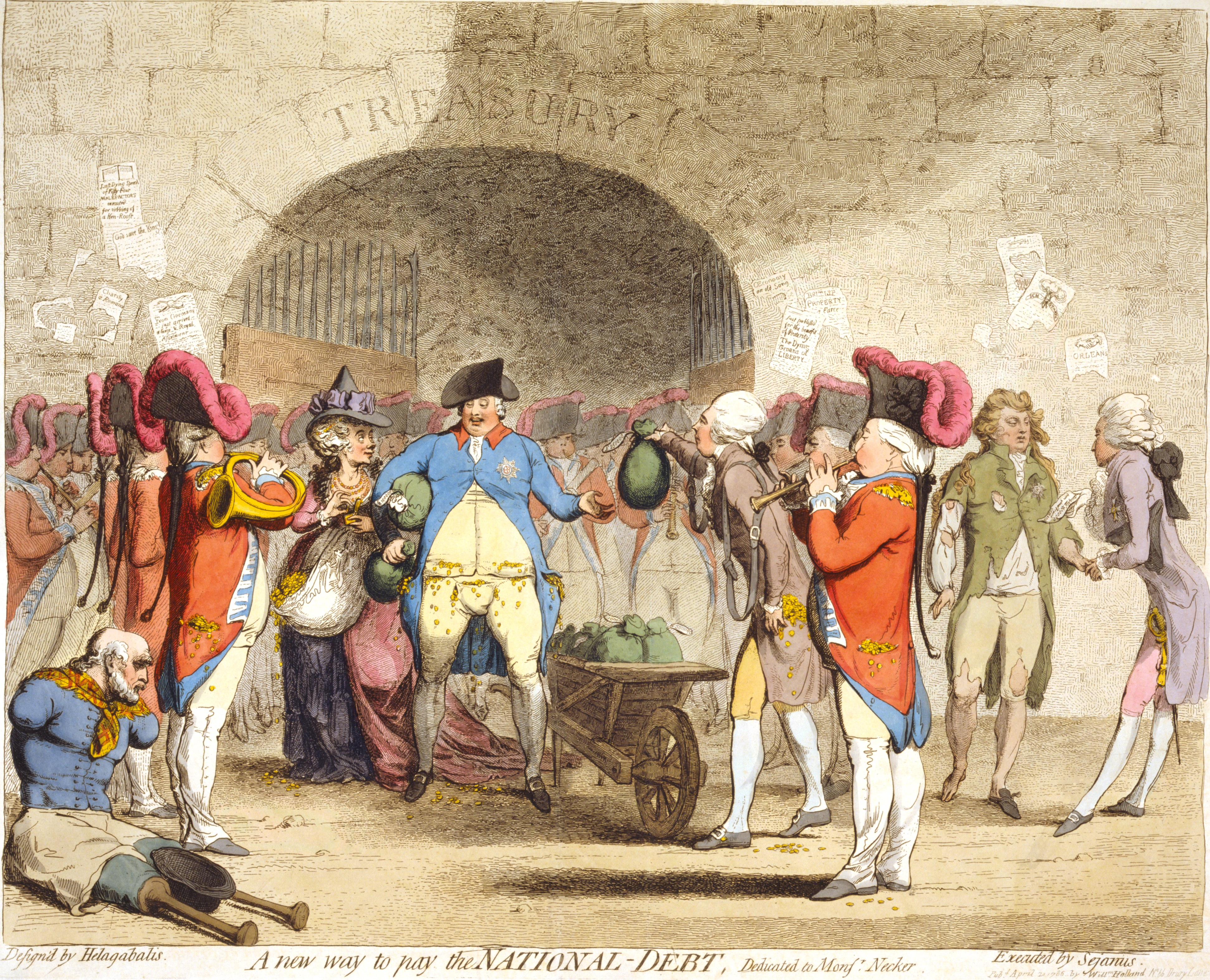
「国民の借金を支払うための新しい方法」 (1786年) - ジェームズ・ギルレイによる風刺画。王室の借金を賄うためのトレジャリー基金にあふれるシャーロット王妃とジョージ3世に、ウィリアム・ピットがさらに金袋を手渡す様子。

トレジャラー (英: Treasurer, 資金財務管理者) は、組織のトレジャリー (資金財務) の管理責任者。
コーポレート・トレジャラーの中核業務には、資金管理、流動性計画とその統制、通貨・金利・コモディティのリスク管理、資金調達と財務投資、銀行や格付機関との窓口、コーポレート・ファイナンスといった領域が含まれる。

## 行政
国の財務省は、その国の経済、財政、歳入を担当する省庁である。トレジャラーは通常、財務省の責任者だが、一部の国 (例えばイギリスやアメリカ合衆国など) では、財務省は財務長官や財務大臣へ報告を行う。
オーストラリアでは、トレジャラーは上級大臣であり、通常、首相と副首相に次ぐ政府の第 2 第 3 の重要なメンバーにあたる。オーストラリアの各州および自治区にも、それぞれトレジャラーが配置されている 。
1867 年から 1993 年まで、カナダ・オンタリオ州財務長官は、オンタリオのトレジャラーと呼ばれていた 。
元来この言葉は、貴族の宝庫を管理する人物を指していたが、現在ではより広義に用いられている。17 世紀のイングランドでは、財務卿 (ロード・ハイ・トレジャラー, 英: Lord High Treasurer) という役職が王室の第 3 の高位官僚として幾度かの期間に渡り用いられた。現在では、第一財務卿 (ファースト・ロード・オブ・トレジャリー, 英: First Lord of the Treasury) はイギリスの首相の公式の肩書となっている。

## コーポレート・トレジャラー
企業において、トレジャラーは企業のトレジャリー (資金財務) 部門の責任者である。トレジャラーは一般的に、流動性リスク管理、資金管理、債務の発行、外国為替および金利のリスクヘッジ、証券化、企業年金の投資管理の監督、資本構造 (株式の発行および買戻を含む) を担当する。また、企業のコーポレート・ファイナンスに関する事項についてアドバイスを提供することも一般的である。保険の購入といった、他の領域での監督を行うケースもある 。

## 法曹院内
イギリスとウェールズの弁護士のための職業協会である法曹院では、その年の院を率いるベンチャーまたはベンチのマスターは「マスター・トレジャラー」という肩書を有する 。
この肩書は、アッパー・カナダの法律協会など、英国の伝統を共有する他の法律協会でも同様に用いられている 。

## ボランティア団体
多くのボランティア団体、特に慈善団体や劇場などの非営利団体では、トレジャリー (資金財務) の保全を担うトレジャラーを任命している。その役割には、商品の価格設定、スポンサーシップの組織化、あるいは資金調達のためのイベントの手配といったものが含まれる。
トレジャラーは、どのようにお金が使われるかを監督するグループの一部でもある。これは、直接支出を決定したり、必要に応じてそれを承認することを意味する。トレジャラーの責任は、団体がその明示された目的と目標を達成するのに十分な資金を保有していること、そして資金を使い過ぎたり、使い切れなかったりしないよう、確実を期すことにある。また、トレジャラーは理事会や一般会員に対し、団体の財務状況を報告し、保有する小切手と資金残高の着実なものとする 。全ての取引について、明確な監査証跡を提供できるレベルの詳細で正確な記録と、それを支えるドキュメント類を保管する必要がある 。